# Mexikanische Stacheltaschenmaus
Die Mexikanische Stacheltaschenmaus (Heteromys irroratus, Synonym: Liomys irroratus), auch Mexiko-Stacheltaschenmaus, ist eine Art der Stacheltaschenmäuse. Sie ist die Art mit dem nördlichsten Verbreitungsgebiet der Gattung und kommt in mehreren Unterarten vom äußersten Süden des amerikanischen Bundesstaats Texas bis in den Süden von Mexiko vor.

## Merkmale
Die Mexikanische Stacheltaschenmaus erreicht eine Kopf-Rumpf-Länge von etwa 12,5 Zentimetern bei den männlichen Tieren und 11,9 Zentimetern bei den Weibchen. Der Schwanz wird etwa 9,6 bis 16,9 Zentimeter lang und das durchschnittliche Gewicht beträgt etwa 34 bis 50 Gramm. Die Ohrlänge beträgt 12 bis 15 Millimeter und die Hinterfußlänge 23 bis 37 Millimeter. Innerhalb der Art gibt es teilweise deutliche regionale Unterschiede zwischen den Individuen der verschiedenen Unterarten von der vergleichsweise großen Heteromys irroratus guerrerensis über mehrere mittelgroße Unterarten bis zu den kleineren Heteromys irroratus jaliscensis, Heteromys irroratus texensis und Heteromys irroratus torridus. Die Männchen sind bei allen Unterarten im Durchschnitt signifikant größer als die Weibchen. Das Fell der ausgewachsenen Tiere ist rau und beinhaltet einzelne versteifte, stachelähnliche Haare auf dem Rücken und an den Körperseiten. Das Rückenfell ist gräulich-braun gefärbt und wird normalerweise durch einen sand- oder rosafarbenen Bereich von der weißen Bauchseite abgegrenzt. Die Haare des Rückenfells sind nicht lockig und überdecken die stachelartigen Haare kaum.
Die vorderen Bereiche der Sohlen der Hinterfüße sind spärlich behaart und sie besitzen fünf Tuberkel. Die Kralle der zweiten Zehe der Hinterfüße ist löffelartig ausgebildet, wobei es sich wahrscheinlich um eine Anpassung an grabende Tätigkeiten handelt. Der Schwanz ist leicht behaart und an der Oberseite dunkler als an der Unterseite.
Die Molaren haben Kronen mittlerer Höhe und die Prämolaren sind niedriger ausgebildet. Die Paukenhöhlen sind nur leicht abgeflacht. Der Karyotyp besteht aus 2n = 60 Chromosomen (FN=62).

## Verbreitung

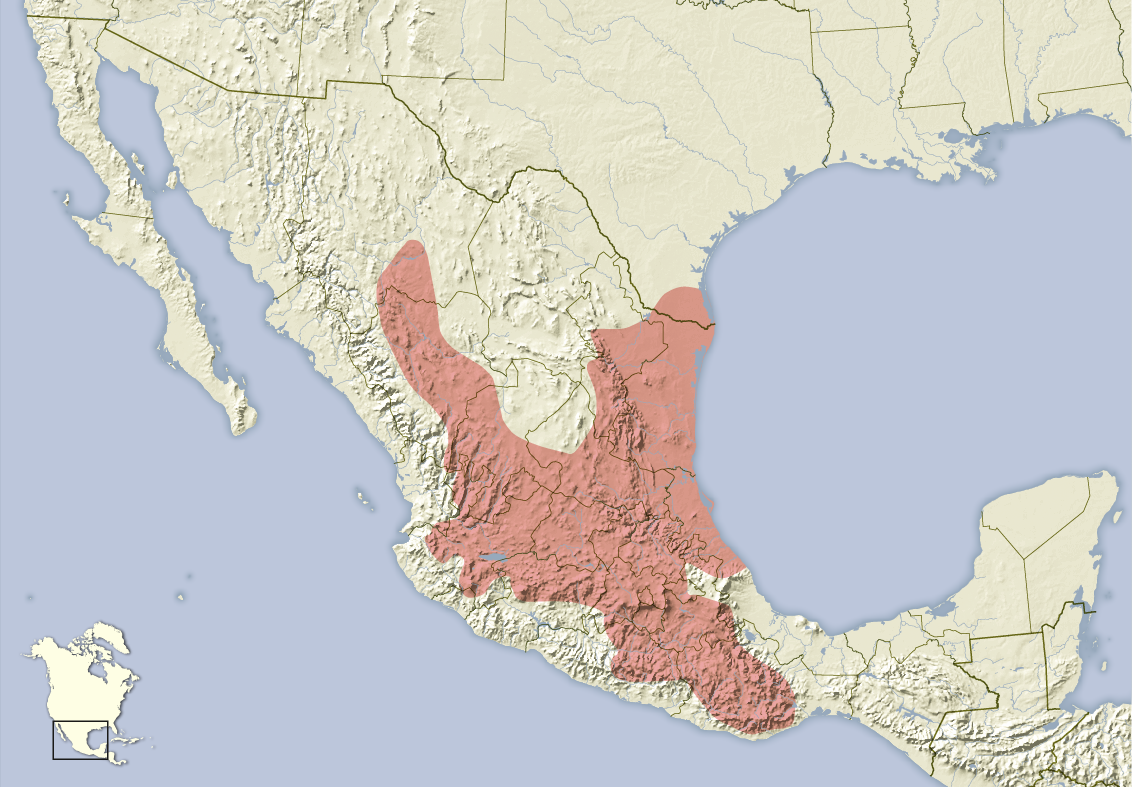
Verbreitungsgebiet der Mexikanischen Stacheltaschenmaus

Die Mexikanische Stacheltaschenmaus ist die nördlichste Art der Stacheltaschenmäuse und kommt in mehreren Unterarten vom äußersten Süden des amerikanischen Bundesstaats Texas bis in den Süden von Mexiko vor. Die Höhenverbreitung reicht vom Meeresspiegel bis in Höhen von 3500 Metern.

## Lebensweise
Die Mexikanische Stacheltaschenmaus lebt in verschiedenen Lebensräumen von den Steppen und Buschregionen im Norden Mexikos über Dickichte und Wälder bis in die Nebelwaldregionen der mexikanischen Gebirgszüge bis in Höhen von 3500 Metern. Meist ist die Art begrenzt auf relativ trockene Habitate, vor allem die Unterart Heteromys irroratus guerrerensis kommt jedoch in feuchten Nebelwaldregionen vor. In Regionen, in denen die Mexikanische Stacheltaschenmaus sympatrisch mit der Bunten Stacheltaschenmaus (Heteromys pictus) vorkommt, lebt sie in den trockeneren Höhenlagen, während die Bunte Stacheltaschenmaus in den feuchteren Flachlandregionen zu finden ist. Trotz der Trockenanpassung kommt die Mexikanische Stacheltaschenmaus allerdings nicht in ariden Gebieten mit Niederschlagsmengen unterhalb von 500 mm pro Jahr vor.
Die Tiere sind nachtaktiv und leben am Boden. Sie bauen Nester, deren Eingänge häufig mit Blättern oder anderem Pflanzenmaterial abgedeckt werden. Sie sind ganzjährig aktiv und ernähren sich vor allem von Samen, daneben jedoch auch von grünen Pflanzenteilen und Insekten. Sie transportierten die Nahrung in ihren fellausgekleideten Backentaschen und lagern sie in ihren Bauen. Die Tiere brauchen zudem Zugang zu Wasser.
Die Tiere sind wahrscheinlich primär solitär und die Männchen verpaaren sich mit mehreren Weibchen. Der Wurf der Tiere besteht aus zwei bis acht, durchschnittlich vier bis fünf, Jungtieren, wobei die Fortpflanzungszeit über das gesamte Jahr mit einem Höhepunkt der Wurfanzahl im August stattfindet.

## Systematik

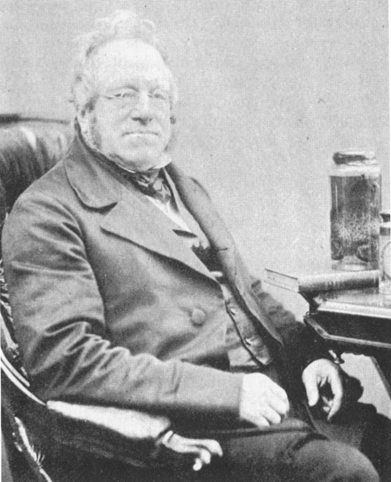
Der britische Zoologe John Edward Gray beschrieb die Art im Jahr 1868.

Die Mexikanische Stacheltaschenmaus wird als eigenständige Art innerhalb der Gattung der Stacheltaschenmäuse (Heteromys) eingeordnet, die aus 16 Arten besteht. Die wissenschaftliche Erstbeschreibung stammt von John Edward Gray aus dem Jahr 1868, der die Art anhand von Individuen aus Oaxaca in Mexiko einführte. Gray ordnete die Art bereits in der Erstbeschreibung in die Gattung Heteromys ein, später wurde sie gemeinsam mit weiteren Arten der Gattung Liomys zugeordnet, die heute als paraphyletisch betrachtet wird und aufgelöst wurde. Innerhalb der Gattung bildet die Mexikanische Stacheltaschenmaus eine Artengruppe mit der Bunten Stacheltaschenmaus (Heteromys pictus) und der Jalisco-Stacheltaschenmaus (Heteromys spectabilis).
Innerhalb der Art werden gemeinsam mit der Nominatform sieben Unterarten unterschieden:
- Heteromys irroratus irroratus Gray, 1868: Nominatform; kommt im südlichen Mexiko im zentralen und südlichen Oaxaca vor.
- Heteromys irroratus alleni Coues, 1881: kommt im nördlich-zentralen bis nordöstlichen Mexiko im Norden des transmexikanischen Vulkangürtel (Sierra Volcánica Transversal) vor, vom Süden von Chihuahua bis in den Norden von Michoacán und Tlaxcala sowie den Norden der Sierra Madre Oriental in Nuevo León und dem Südwesten von Tamaulipas.
- Heteromys irroratus bulleri Thomas, 1893: lebt im westlichen und zentralen Jalisco.
- Heteromys irroratus guerrerensis Goldman, 1911: lebt im Südwesten Mexikos im Westen von Guerrero im Nebelwald des pazifischen Ausläufers der Sierra Madre del Sur
- Heteromys irroratus jaliscensis J.A. Allen, 1906: kommt in Jalisco, dem Süden von  Zacatecas und dem südlichen Nayarit vor.
- Heteromys irroratus texensis  Merriam, 1902: kommt als nördlichste Unterart vom Süden des amerikanischen Bundesstaates Texas bis in den Nordosten Mexikos in den Bundesstaaten  Puebla und  Veracruz vor.
- Heteromys irroratus torridus Merriam, 1902: lebt im Süden Mexikos südlich des transmexikanischen Vulkangürtels im Süden Pueblas, in Morelos, in Guerrero und im Norden von Oaxaca.

Untersuchungen auf molekularbiologischer Daten der mtDNA legen nahe, dass es innerhalb der Art drei Verwandtschaftscluster und damit evtl. zwei noch nicht beschriebene kryptische Arten gibt. Dabei wird davon ausgegangen, dass vor allem Heteromys irroratus guerrerensis sowie die unter Heteromys irroratus alleni geführte und derzeit nicht anerkannte Heteromys irroratus acutus eigenständige Arten darstellen könnten.

## Status, Bedrohung und Schutz
Die Mexikanische Stacheltaschenmaus wird von der International Union for Conservation of Nature and Natural Resources (IUCN) als „nicht gefährdet“ (least concern) eingeordnet. Die Lebensräume in den Waldgebieten sind abnehmend und man geht davon aus, dass auch die Bestandsgrößen der Art rückläufig sind, potenzielle bestandsgefährdende Bedrohungen sind jedoch nicht bekannt.

## Belege
1. 1 2 3 4 5 6 7 8 9 10 11 12  Mexican Spiny Pocket Mouse. In: David J. Hafner: Subfamily Heteromyoninae, Genus Heteromys. In: Don E. Wilson, T.E. Lacher, Jr., Russell A. Mittermeier (Herausgeber): Handbook of the Mammals of the World: Lagomorphs and Rodents 1. (HMW, Band 6) Lynx Edicions, Barcelona 2016, S. 196. ISBN 978-84-941892-3-4.
2. 1 2 3  Heteromys irroratus in der Roten Liste gefährdeter Arten der IUCN 2018. Eingestellt von: I. Castro-Arellano, R. Timm, S.T. Álvarez-Castañeda, 2016. Abgerufen am 6. Januar 2019.
3. 1 2 3 4   Liomys irroratus. In: Don E. Wilson, DeeAnn M. Reeder (Hrsg.): Mammal Species of the World. A taxonomic and geographic Reference. 2 Bände. 3. Auflage. Johns Hopkins University Press, Baltimore MD 2005, ISBN 0-8018-8221-4.
4. ↑  Duke S. Rogers, Victoria L. Vance: Phylogenetics of Spiny Pocket Mice (Genus Liomys): Analysis of Cytochrome b Based on Multiple Heuristic Approaches. Journal of Mammalogy 86 (6), 14. Dezember 2005; S. 1085–1094. doi:10.1644/04-MAMM-A-185R3.1
5. ↑  John C. Hafner, Jessica E. Light, David J. Hafner, Mark S. Hafner, Emily Reddington, Duke S. Rogers, Brett R. Riddle: Basal Clades and Molecular Systematics of Heteromyid Rodents. Journal of Mammalogy 88 (5), 18. Oktober 2007; S. 1129–1145. doi:10.1644/06-MAMM-A-413R1.1